# Nephrocerus grandis
Nephrocerus grandis är en tvåvingeart som beskrevs av Morakote 1988. Nephrocerus grandis ingår i släktet Nephrocerus och familjen ögonflugor. Inga underarter finns listade i Catalogue of Life.